# Blaesoxipha lindneri
Blaesoxipha lindneri är en tvåvingeart som beskrevs av Boris Borisovitsch Rohdendorf 1937. Blaesoxipha lindneri ingår i släktet Blaesoxipha och familjen köttflugor.
Artens utbredningsområde är Turkiet. Inga underarter finns listade i Catalogue of Life.